# Mission (Dakota del Sud)
Mission és una població dels Estats Units a l'estat de Dakota del Sud. Segons el cens del 2000 tenia 904 habitants.

## Demografia
Segons el cens del 2000, Mission tenia 904 habitants, 302 habitatges, i 214 famílies. La densitat de població era de 591,6 habitants per km².
Per edats la població es repartia de la següent manera: un 40,2% tenia menys de 18 anys, un 9,8% entre 18 i 24, un 25,6% entre 25 i 44, un 17,7% de 45 a 60 i un 6,7% 65 anys o més.
L'edat mediana era de 25 anys. Per cada 100 dones de 18 o més anys hi havia 82,8 homes.
La renda mediana per habitatge era de 23.631 $ i la renda mediana per família de 21.375 $. Els homes tenien una renda mediana de 25.417 $ mentre que les dones 22.778 $. La renda per capita de la població era d'11.374 $. Entorn del 29,5% de les famílies i el 30,8% de la població estaven per davall del llindar de pobresa.

## Poblacions més properes
El següent diagrama mostra les poblacions més properes.